# Leichtathletik-Weltmeisterschaften 1983/Diskuswurf der Männer

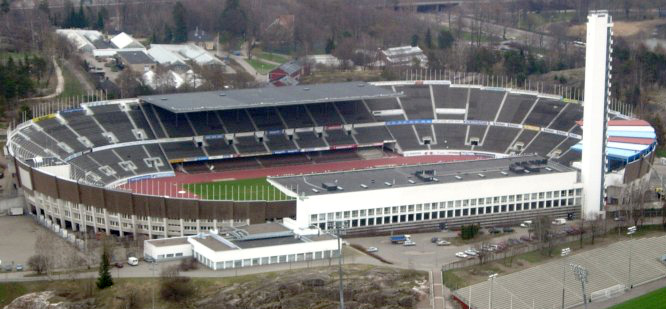
Das Olympiastadion in Helsinki

Der Diskuswurf der Männer bei den Leichtathletik-Weltmeisterschaften 1983 fand am 13. und 14. August 1983 in Helsinki, Finnland, statt.
26 Athleten aus 17 Ländern nahmen an dem Wettbewerb teil. Die Goldmedaille gewann der tschechoslowakische Olympiazweite von 1980, Europameister von 1982 und EM-Dritte von 1978 Imrich Bugár mit 67,72 m. Silber ging an den kubanischen Olympiadritten von 1980 Luis Delís mit 67,36 m, und die Bronzemedaille sicherte sich der Tschechoslowake Géjza Valent mit 66,08 m.

## Rekorde
Vor dem Wettbewerb galten folgende Rekorde:
| Weltrekord               | Juri Dumtschew                                                              | 71,86 m                                                                     | Moskau, Sowjetunion                                                         | 29. Mai 1983                                                                |
| Weltmeisterschaftsrekord | Es gab noch keine WM-Rekorde, die Veranstaltung wurde erstmals ausgetragen. | Es gab noch keine WM-Rekorde, die Veranstaltung wurde erstmals ausgetragen. | Es gab noch keine WM-Rekorde, die Veranstaltung wurde erstmals ausgetragen. | Es gab noch keine WM-Rekorde, die Veranstaltung wurde erstmals ausgetragen. |

Der WM-Rekord wurde nach und nach auf zuletzt 67,72 m gesteigert (Imrich Bugár, Tschechoslowakei, im Finale am 14. August 1983).

## Legende
Kurze Übersicht zur Bedeutung der Symbolik – so üblicherweise auch in sonstigen Veröffentlichungen verwendet:
| – | verzichtet |
| x | ungültig   |

## Qualifikation
13. August 1983
Die Qualifikationsweite betrug mindestens 63,00 m um direkt ins Finale einzuziehen. Fünf Athleten schafften diese Marke oder warfen weiter, sie sind hellblau unterlegt. Die restlichen Werfer, die am Finale teilnehmen durften – die Anzahl der Athleten sollte mindestens zwölf sein –, sind jene mit der höchsten geworfenen Weite unterhalb der Qualifikationsweite, sie sind hellgrün unterlegt.

### Gruppe A

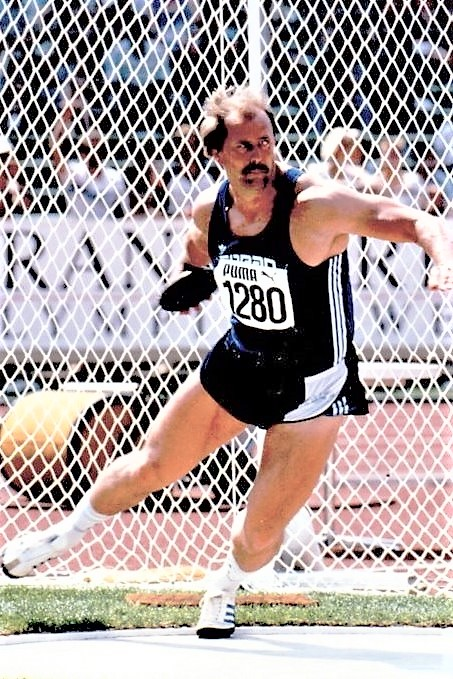
Alwin Wagner scheiterte mit 58,96 m in der Qualifikation
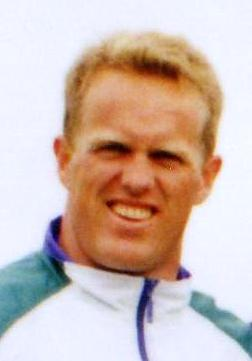
Vésteinn Hafsteinsson erreichte mit seinen 55,20 m nicht das Finale

| Platz | Athlet                 | Land                | 1. Versuch (m) | 2. Versuch (m) | 3. Versuch (m) | Weite (m) |
| ----- | ---------------------- | ------------------- | -------------- | -------------- | -------------- | --------- |
| 1     | Luis Delís             | Kuba                | 61,66          | 64,20          | –              | 64,20     |
| 2     | Géjza Valent           | Tschechoslowakei    | 59,38          | 63,98          | –              | 63,98     |
| 3     | Heorhi Kalnaottschanka | Sowjetunion         | x              | x              | 63,46          | 63,46     |
| 4     | Mac Wilkins            | Vereinigte Staaten  | x              | 57,48          | 62,58          | 62,58     |
| 5     | Ihor Duhinez           | Sowjetunion         | 60,56          | 61,98          | 62,42          | 62,42     |
| 6     | Rickard Bruch          | Schweden            | 59,28          | x              | x              | 59,28     |
| 7     | John Powell            | Vereinigte Staaten  | x              | 58,96          | 56,24          | 58,96     |
| 8     | Alwin Wagner           | BR Deutschland      | x              | x              | 58,96          | 58,96     |
| 9     | Robert Gray            | Kanada              | x              | 56,50          | 57,92          | 57,92     |
| 10    | Ion Zamfirache         | Rumänien            | 57,54          | x              | x              | 57,54     |
| 11    | Øystein Bjørbaek       | Norwegen            | 54,78          | 52,58          | 55,40          | 55,40     |
| 12    | Vésteinn Hafsteinsson  | Island              | x              | x              | 55,20          | 55,20     |
| 13    | Li Weinan              | Volksrepublik China | 46,94          | 51,64          | 51,72          | 51,72     |

### Gruppe B
| Platz | Athlet                      | Land                            | 1. Versuch (m) | 2. Versuch (m) | 3. Versuch (m) | Weite (m) |
| ----- | --------------------------- | ------------------------------- | -------------- | -------------- | -------------- | --------- |
| 1     | Imrich Bugár                | Tschechoslowakei                | 62,28          | 65,00          | –              | 65,00 CR  |
| 2     | Ari Huumonen                | Finnland                        | 61,02          | 62,32          | 63,76          | 63,76     |
| 3     | Jürgen Schult               | Deutsche Demokratische Republik | 61,70          | 60,38          | 62,80          | 62,80     |
| 4     | Bradley Cooper              | Bahamas                         | 62,72          | 60,84          | 57,84          | 62,72     |
| 5     | Art Burns                   | Vereinigte Staaten              | 58,66          | 60,00          | 61,88          | 61,88     |
| 6     | Juan Martínez               | Kuba                            | 59,36          | 60,92          | x              | 60,92     |
| 7     | Knut Hjeltnes               | Norwegen                        | 58,42          | 60,10          | x              | 60,10     |
| 8     | Konstantinos Georgakopoulos | Griechenland                    | 57,44          | 58,06          | 59,54          | 59,54     |
| 9     | Juri Dumtschew              | Sowjetunion                     | 58,84          | x              | 56,66          | 58,84     |
| 10    | Werner Hartmann             | BR Deutschland                  | 53,92          | 58,48          | 56,52          | 58,48     |
| 11    | Iosif Naghi                 | Rumänien                        | 57,58          | 58,34          | x              | 58,34     |
| 12    | Hamed Mohamed Naguib        | Ägypten                         | 56,62          | 56,38          | x              | 56,62     |
| 13    | Adnan Houry                 | Syrien                          | 46,50          | 46,60          | 48,34          | 48,34     |

## Finale
14. August 1983
| Platz | Athlet                 | Land                            | 1. Versuch (m) | 2. Versuch (m) | 3. Versuch (m) | 4. Versuch (m)                         | 5. Versuch (m)                         | 6. Versuch (m)                         | Weite (m) |
| ----- | ---------------------- | ------------------------------- | -------------- | -------------- | -------------- | -------------------------------------- | -------------------------------------- | -------------------------------------- | --------- |
|       | Imrich Bugár           | Tschechoslowakei                | 67,48          | 67,72          | 61,76          | 67,14                                  | 66,94                                  | 65,58                                  | 67,72 CR  |
|       | Luis Delís             | Kuba                            | x              | 66,30          | 64,88          | x                                      | 67,36                                  | 66,48                                  | 67,36     |
|       | Géjza Valent           | Tschechoslowakei                | 60,16          | x              | 63,42          | 66,08                                  | 64,94                                  | 65,90                                  | 66,08     |
| 4     | Ari Huumonen           | Finnland                        | 63,66          | 65,44          | x              | 64,18                                  | 64,62                                  | 63,14                                  | 65,44     |
| 5     | Jürgen Schult          | Deutsche Demokratische Republik | 63,64          | 60,36          | x              | x                                      | 64,92                                  | 62,94                                  | 64,92     |
| 6     | Heorhi Kalnaottschanka | Sowjetunion                     | 64,74          | x              | x              | x                                      | x                                      | x                                      | 64,74     |
| 7     | Juan Martínez          | Kuba                            | 64,26          | 60,48          | 61,36          | 61,30                                  | x                                      | 60,96                                  | 64,26     |
| 8     | Art Burns              | Vereinigte Staaten              | 62,76          | 62,38          | 63,22          | x                                      | x                                      | x                                      | 63,22     |
| 9     | Knut Hjeltnes          | Norwegen                        | x              | 62,26          | x              | nicht im Finale der besten acht Werfer | nicht im Finale der besten acht Werfer | nicht im Finale der besten acht Werfer | 62,26     |
| 10    | Mac Wilkins            | Vereinigte Staaten              | 60,40          | 61,46          | 59,68          | nicht im Finale der besten acht Werfer | nicht im Finale der besten acht Werfer | nicht im Finale der besten acht Werfer | 61,46     |
| 11    | Ihor Duhinez           | Sowjetunion                     | 59,76          | 60,44          | 56,50          | nicht im Finale der besten acht Werfer | nicht im Finale der besten acht Werfer | nicht im Finale der besten acht Werfer | 60,44     |
| 12    | Bradley Cooper         | Bahamas                         | x              | x              | 58,70          | nicht im Finale der besten acht Werfer | nicht im Finale der besten acht Werfer | nicht im Finale der besten acht Werfer | 58,70     |

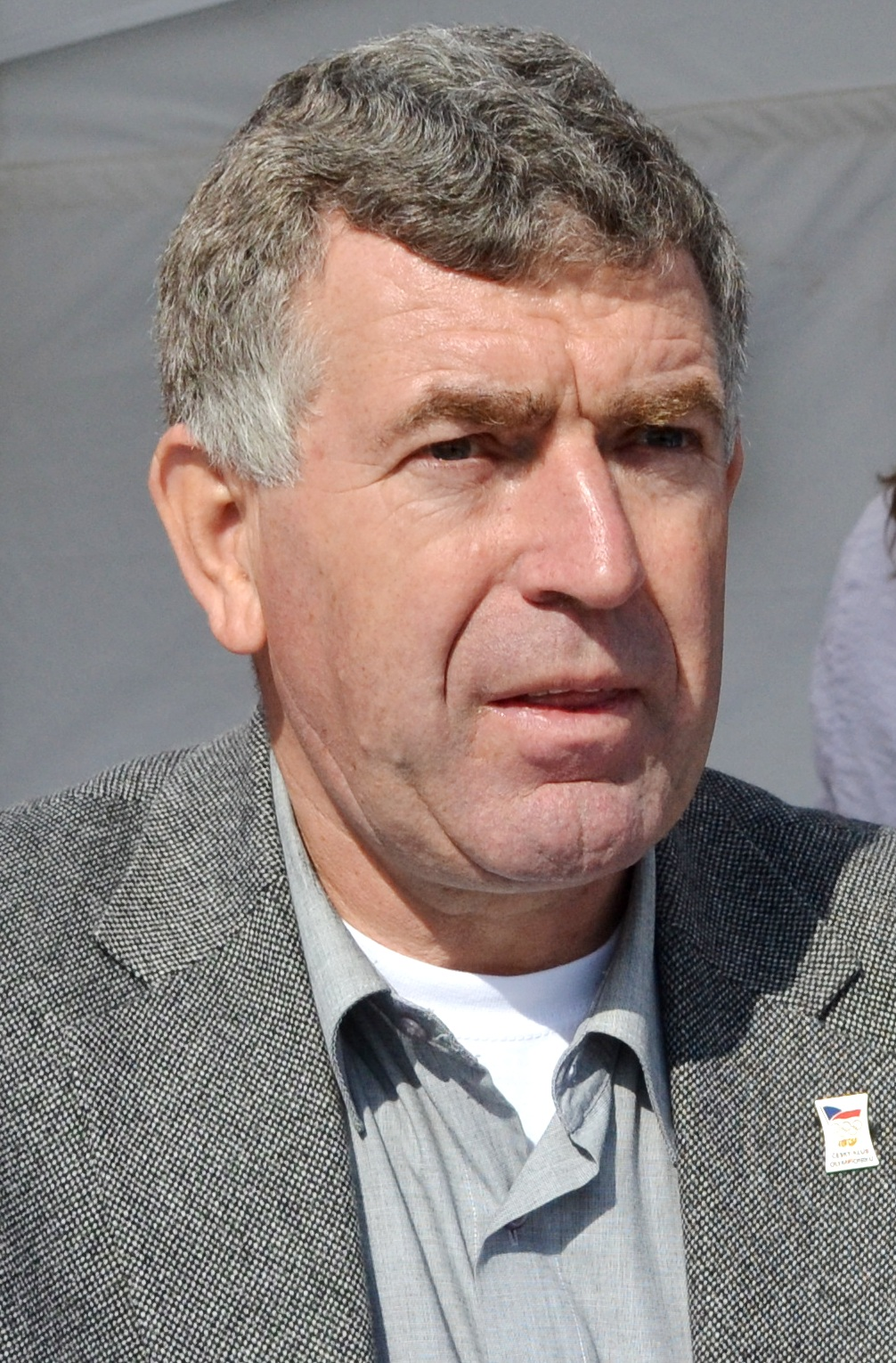
Weltmeister Imrich Bugár, 1980 Olympiazweiter, 1982 Europameister und 1978 EM-Dritter, im Jahr 2013
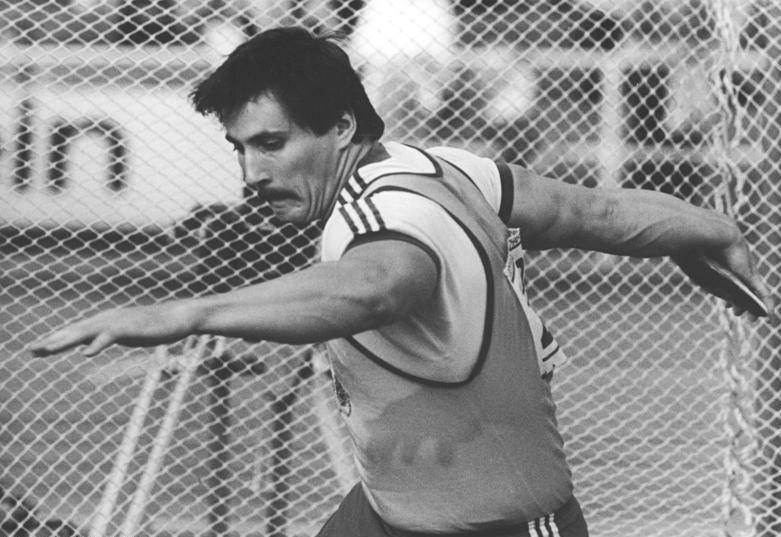
Jürgen Schult kam am Beginn einer sehr erfolgreichen Laufbahn auf den fünften Platz
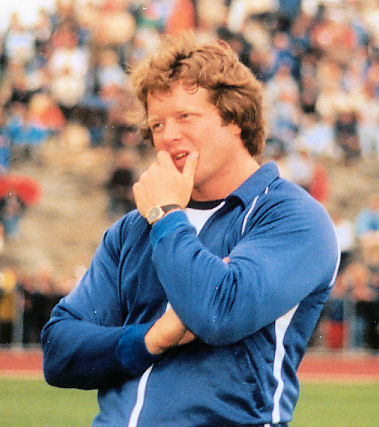
Knut Hjeltnes wurde Neunter

## Video
- IAAF 1983 World Outdoor Championships Men's Discus Final auf youtube.com, abgerufen am 5. April 2020